# Epitròclea
L'epitròclea (o, més rarament anomenat, per influença de la bibliografia anglesa, com epicòndil medial de l'húmer) és una apòfisi de l'húmer, en la part superior i medial del colze. És més gran i més prominent que l'epicòndil i es dirigeix una mica més posteriorment a la posició anatòmica. En els ocells, on el braç està una mica girat en comparació amb altres tetràpodes, s'anomena epicòndil ventral de l'húmer. En anatomia comparada, s'utilitza el terme més neutre d'entepicòndil.
L'epitròclea s'uneix al lligament col·lateral cubital del colze, al pronador rodó i a un tendó comú d'origen (el tendó flexor comú, on s'insereixen alguns dels músculs flexors de l'avantbraç. A més, l'epitròclea és inferior a la cresta supracondilar medial. També és proximal a la fossa de l'olècran.
L'epitròclea protegeix el nervi cubital, que discorre en un solc a la part posterior d'aquest. El nervi cubital és vulnerable perquè passa prop de la superfície al llarg de la part posterior de l'os. Colpejar la part posterior de l'epitròclea provoca una sensació de formigueig al nervi cubital; aquesta resposta es coneix com a tocar l'"os de la música". La fractura de l'epitròclea de l'húmer es pot produir quan es cau sobre una mà estesa.